# Erebia koenigi
Erebia koenigi är en fjärilsart som beskrevs av Goltz 1938. Erebia koenigi ingår i släktet Erebia och familjen praktfjärilar. Inga underarter finns listade i Catalogue of Life.